# Peter Linck
Peter Erik Schiöler Linck, född 3 maj 1942 i Danmark, död 17 mars 2004 i Ryds församling, Skövde, var en svensk frälsningsofficer, sångförfattare och kompositör.
Peter Linck skrev flera andliga sånger, exempelvis Nåd bara nåd och Tack att du, Herre, valt mig att tjäna. Den senare är publicerad i Frälsningsarméns sångbok 1990 och Sångboken 1998. Flera av hans sånger finns också insjungna på olika skivutgivningar och han medverkade även som musiker på några plattor.
Han drev egen taxirörelse innan han bytte bana och blev frälsningsofficer 1974. Han var sedan verksam i Frälsningsarmén främst med socialt arbete, bland annat på Kurön utanför Ekerö och som föreståndare på internatskolan Sundsgården på Svartsjölandet (Färingsö) i Ekerö kommun.
Linck var från 1981 gift med Ingelise Linck (född 1954) som också är verksam inom Frälsningsarmén. Peter Linck är begravd på Stockholms norra begravningsplats.

## Sånger i urval
- Tack att du, Herre, valt mig att tjäna, publicerad i Frälsningsarméns sångbok 1990 som nr 523 och Sångboken 1998 som nr 123.
- Allting som du ser eller hör, med text av Ruth Baronowsky, utgiven på CD:n "Ung ton från Frälsningsarmén" av Tempeltrion
- Älskade barn, med text av Lillvor Stenberg, utgiven på CD:n "Gud älskar alla! Jesus gav mig livet, överföringar till CD från Sång & spel special från 80-talet"
- Jesus gav mig livet, utgiven på CD:n "Gud älskar alla! Jesus gav mig livet, överföringar till CD från Sång & spel special från 80-talet"
- Han håller min hand, utgiven 2006 på DVD-ROM, av Lillvor Stenberg
- Tänk att få tjäna (Nåd bara nåd), utgiven bland annat 2003 på CD:n "Saved and reloaded" av Vasa Bone Unit
- Tror du?, utgiven på 1970-talet, på LP:n med samma namn av Templets sångare och musikanter, Stockholm